# American english coonhound
El Cazador de mapaches inglo-americano, también conocido como Coonhound inglés o Redtick coonhound, es una raza canina originaria del Sur de Estados Unidos.

## Historia
Tiene orígenes de perros de caza llevados a América del Norte por los colonos durante los siglos XVII y XVIII, dando lugar a los perros conocidos como los "sabuesos de Virginia".
La raza es reconocida por primera vez por el United Kennel Club en 1905, bajo el nombre English Fox and Coonhound (Cazador de mapaches y zorros inglés). El American Kennel Club también reconoce la raza.

## Uso
Tienen un alto instinto de caza y son utilizados en diversas funciones en ese deporte, la raza sufre de sobrecalentamiento en expediciones de caza de verano.

## Características
Los ejemplares son de estatura mediana y peso proporcional. Su manto puede ser tricolor, manchado o con marcas rojas.
El pelaje es corto, largo medio y duro al tacto, las machos miden 56 a 69 cm en la cruz, las hembras son ligeramente más pequeñas 53 a 63 cm. El peso de un Coonhound debe ser proporcional a la altura del perro.

## Temperamento
Al igual que los demás coonhounds, son perros afables y muy sociables, considerándose su nerviosismo o agresión un defecto de acuerdo a estándares de la raza.
De carácter fuerte, requieren más paciencia en el entrenamiento que otras razas. Son perros guardianes con características de sabuesos.